# Dryopteris ludoviciana
Dryopteris ludoviciana là một loài thực vật có mạch trong họ Dryopteridaceae. Loài này được (Kunze) Small miêu tả khoa học đầu tiên năm 1938.

## Hình ảnh

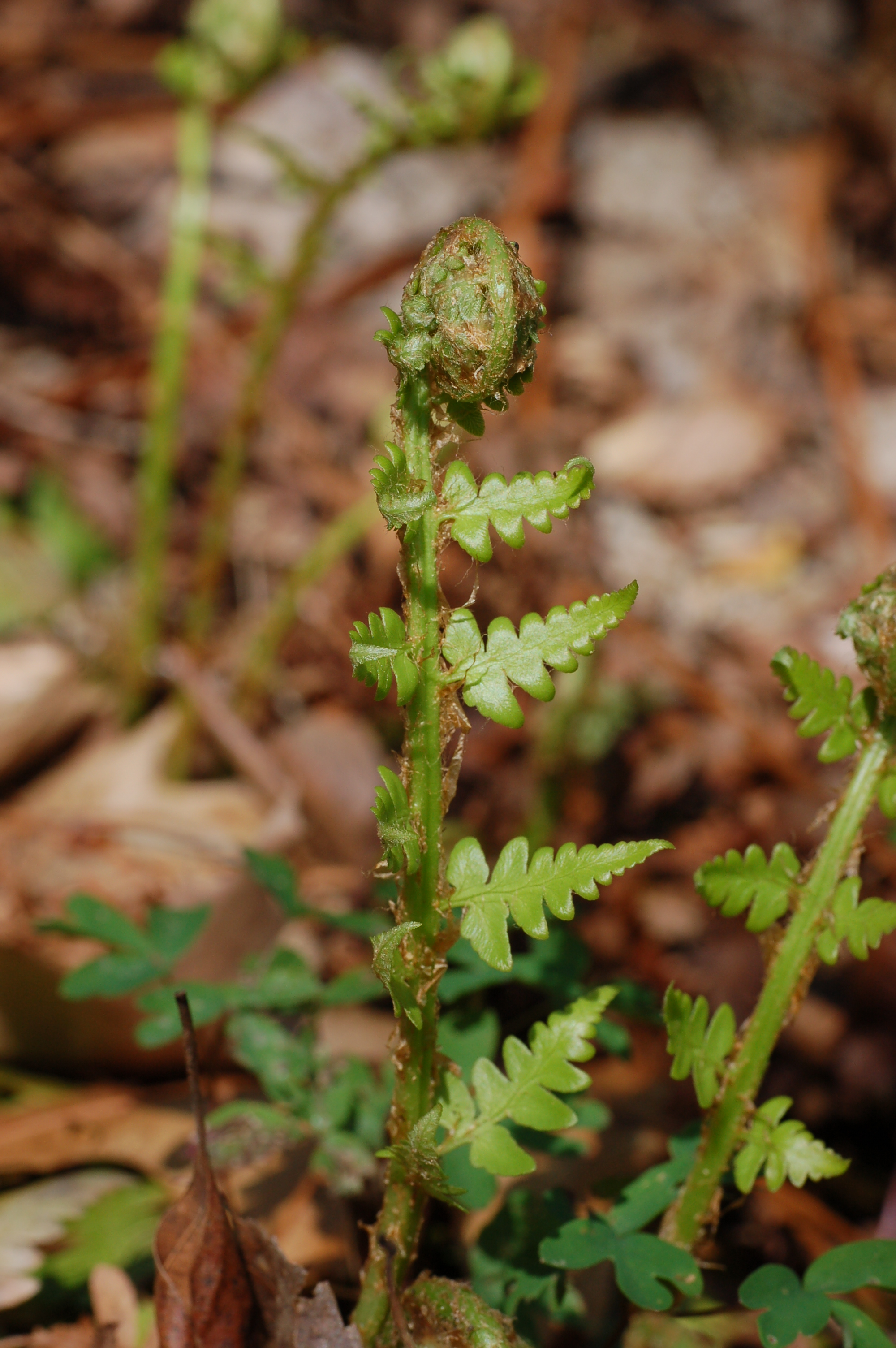
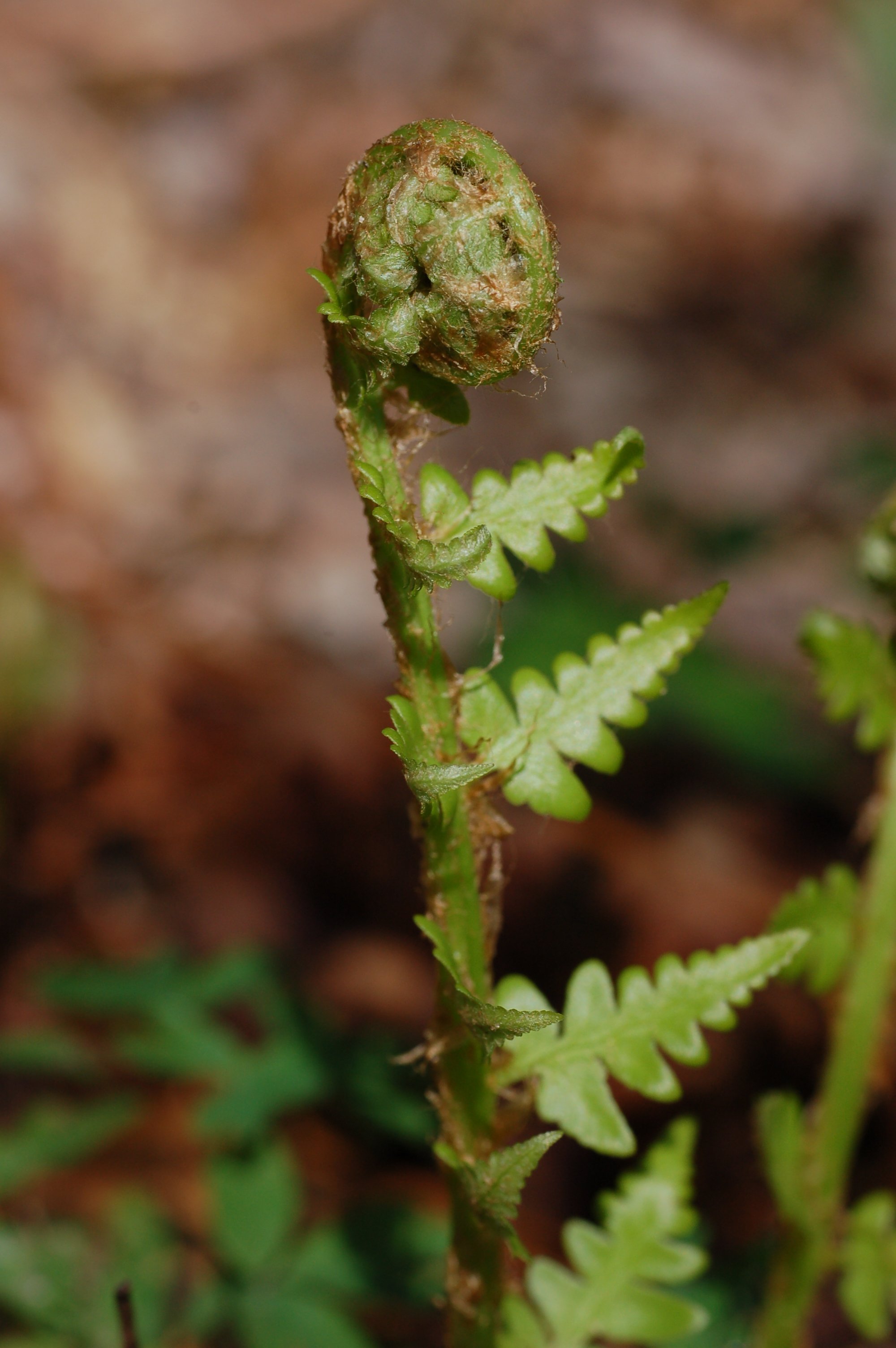